# Klaus Kübler
Klaus Kübler (República Federal Alemana, 17 de abril de 1959) es un atleta alemán retirado especializado en la prueba de triple salto, en la que consiguió ser subcampeón europeo en pista cubierta en 1981.

## Carrera deportiva
En el Campeonato Europeo de Atletismo en Pista Cubierta de 1981 ganó la medalla de plata en el triple salto, con un salto de 16.73 metros, tras el soviético Shamil Abbyasov  que batió el récord del mundo con 17.30 metros, y por delante del británico Aston Moore (bronce también con 16.73 metros).